# Pentanale
Il pentanale, più propriamente n-pentanale, è un composto organico di formula CH3CH2CH2CH2CHO appartenente alla categoria delle aldeidi. "Pentanale" può essere altresì inteso come termine generico che identifica tutte le aldeidi di formula bruta C5H10O, ovvero il n-pentanale, il 2-metilbutanale, il 3-metilbutanale ed il 2,2-dimetilpropanale, molecole accomunate dal fatto di essere aldeidi costituite da 5 atomi di carbonio. A temperatura ambiente, l'n-pentanale appare come un liquido incolore e dall'odore caratteristico, piacevole al gusto, moderatamente solubile in acqua e ben miscibile con etanolo, dietiletere e glicole propilenico. Viene utilizzato come aromatizzante e nel trattamento industriale della gomma.

## Sintesi
Il pentanale può essere ottenuto per ossidazione catalitica del pentanolo in presenza di rame:
{\displaystyle {\ce {CH3CH2CH2CH2CH2OH -> CH3CH2CH2CH2CHO + H2}}}

## Reattività
In ambiente acquoso il pentanale si trova in equilibrio tautomerico col pentenolo (nome IUPAC: 1-penten-1-olo), molecola appartenente alla categoria degli enoli:
{\displaystyle {\ce {CH3CH2CH2CH2CHO <=>CH3CH2CH2CH=CHOH}}}